# Eurypodius latreillii
Eurypodius latreillii is een krabbensoort uit de familie van de Inachidae. De wetenschappelijke naam van de soort is voor het eerst geldig gepubliceerd in 1825 door Guérin.